# .270 Winchester
.270 Winchester гвинтівковий набій розроблений компанією Winchester Repeating Arms Company в 1923 році і представлений в 1925 році для гвинтівки з ковзним затвором Модель 54, який став набоєм з найплоскішою траєкторією на той час, конкуруючи лише з набоєм .300 Holland & Holland Magnum, також представленим в тому ж році.
Як .280 Remington так і .30-06 Springfield, набій .270 Winchester створено на базі гільзи .30-03, а діаметр канала ствола, ймовірно, був натхнений набоєм 7 мм Mauser. Набій .270 Winchester має канал ствола .270 in (6.86 мм), а діаметр кулі становить .277 in (7.04 мм).

## Історія
В 1925 році разом з гвинтівкою з ковзним затвором Winchester Model 54 було представлено набій «270 WCF» (270 Winchester Centerfire). Набій .270 Winchester не одразу став популярним через популярність нещодавно представленого набою .30-06 Springfield, яким заряджалася гвинтівка з ковзним затвором M1903 Springfield, яку зазвичай використовували для полювання.
Тим не менш, набій .270 Winchester став дуже популярним серед мисливців та спортсменів в наступні десятиліття, а особливо у післявоєнний період. Набій став популярним і поширеним серед мисливців на велику дичину, особливо з поширенням популярності гвинтівок з оптичним прицілом. Стрільці почали помічати, що набій .277" калібру має пласкішу траєкторію ніж популярний набій 30–06.
Набій .270 Winchester, задуманий виключно як набій для полювання на велику дичину, став дуже популярним, частково завдяки широкому вихвалянню письменника Джека О'Коннора, який використовував набій протягом 40 років і рекламував його переваги на сторінках Outdoor Life як і інші автори того часу, наприклад полковник Таунсенд Велен.
Спочатку набій було споряджено кулею вагою 8,4 г, яка могла рухатися з приблизною швидкістю в 960 м/с, пізніше швидкість знизилася до 930 м/с, демонструючи високу продуктивність на момент своєї появи, водночас продавався як набій для стрільби по великій дичині в на відстанях від 270 до 460 метрів. Незабаром було представлено дві кулі різної ваги: порожниста куля вагою 6,5 грамів для стрільби по шкідниках та куля вагою 9,7 грамів, яка має високу щільність перетину, що покращило пробивну властивість при стрільбі по великим цілям, наприклад, вапіті та лосі. Проте, найпопулярнішою була куля вагою 8,4 грами.
Десятиліттями єдиним комерційним конкурентом калібру 6,8 мм для спортивної стрільби був набій .270 Weatherby Magnum, який мав пласкішу траєкторію через використання більшої кількості пороху завдяки використанню гільзи магнум з пояском, але через високу ціну та обмежену пропозицію, він не став таким популярним, як набій .270 Winchester.
Зараз на ринку з'явилися нові набої .277" калібру, в тому числі .270 Winchester Short Magnum, який при однаковій вазі кулі має швидкість на 60 м/с вищу при використанні короткого затвора; набій .27 Nosler є навіть швидшим, але потребує використання довшого затвора магнум, а нещодавній набій 6.8 Western, який є модифікацією набою .270 WSM, стріляє важчою і більшою кулею з більшим балістичним коефіцієнтом. Тим не менш, жоден з цих нових набоїв не може зрівнятися за популярністю зі старим .270 Winchester і не дає особливих переваг для практичних мисливських цілей.
Інша з основних причин, через яку набій .270 Win, як і раніше, залишається одним з найпопулярніших набоїв, полягає в його визнанні у всьому світі. Міжнародні виробники боєприпасів і вогнепальної зброї пропонують цей набій у широкому діапазоні варіантів вогнепальної зброї, включаючи гвинтівки з ковзними затворами, однозарядні, з важільними затворами (такі як Browning BLR), з помповими затворами (наприклад, Remington 7600), самозарядні (наприклад, Remington 7400) та навіть кілька двоствольних гвинтівок.

## Використання в спорті
Набій .270 Winchester підходить для полювання на велику дичину (наприклад, олені) і підходить як для полювання на рівнині так і в гірській місцевості. Набій можна заряджати в затвори стандартної довжини, а оптимальна довжина ствола становить 24 дюйми, хоча при використанні ствола довжиною 22 дюйми майже немає втрат швидкості, що дозволяє створювати легкі горні гвинтівки під цей набій.
При стрільбі кулею вагою 8,4 грами при швидкості в 930 м/с з прицілюванням на 3 дюйми вище за лінію прицілювання на відстані в 90 метрів, куля набою .270 Winchester не підніметься більш ніж на 3,5 дюйми від лінії прицілювання на відстані в 250 метрів, що забезпечує максимальну відстань прямого пострілу в 297 метрів по цілі діаметром 7 дюймів, що відповідає життєво важливій зоні цілі розміру олень, це дозволяє мисливцю стріляти на таку дистанцію без урахування компенсації падіння кулі. Набій споряджений кулею вагою 8,4 грами дає енергію в 2033 Дж на відстані до 365 метрів, яка є мінімально прийнятною для полювання на лося.

## Продуктивність

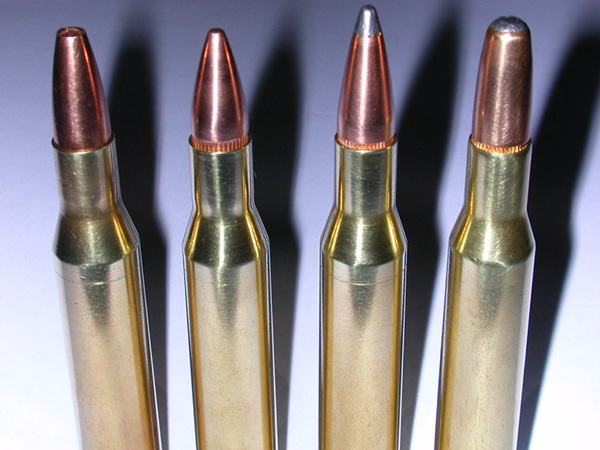
Зліва направо 130 gr — порожниста, 100 gr FMJBT, 130 gr з м'яким кінцем, 160 gr зі свинцевим круглим носом

Вага набоїв коливається від 6,5 до 10,4 грамів, при цьому популярними є набої вагою 8,4 та 9,7 грамів. Хоча любителі ручного споряджання набоїв мають ширші можливості з широким вибором куль вагою від 5,8 до 11,7 грамів, нарізка ствола гвинтівки 1:10 дюйми, що допомагає стабілізувати кулі вагою до 9,7 грам щоб забезпечити необхідну очікувану точність. Загальні рекомендації щодо ваги куль для стрільби по різній дичині є наступними:
- 5,7-7,1 грам: вармінтинг та малі олені
- 8,4 грами: дичина розміру оленя, в тому числі американський олень чорнохвостий, американський олень білохвостий, баран Далля, снігова коза, вилоріг
- 9,1,-10,4 грам: олень, червоний олень, вапіті, лось, карібу та схожі великі тварини.[1]

Проте, для стрільби по важчий дичині важливішим є конструкція кулі ніж вага кулі.
Нещодавня поява куль з низьким лобовим опором, які підходять для .270 Winchester, таких як далекобійні кулі Nosler Accubond, Hornady ELD-X та Matrix, викликала новий інтерес до набою серед мисливців на далекі дистанції. 
Хоча теоретично гільзу для набою .270 Winchester можна зробити з гільзи набою .30-06 Springfield, довжина якої становить 63,3 мм, а довжина гільзи .270 становить 64,5 мм, що на 0,5 мм менше ніж гільза набою .30-03 Springfield. Проте, «Невелика різниця в довжині переробленої гільзи не має жодної практичної різниці.»